# Alexandria (U-Boot)
Die Alexandria (SSN-757) ist ein Atom-U-Boot der United States Navy und gehört der Los-Angeles-Klasse an. Sie ist benannt nach den Städten Alexandria in Virginia und Louisiana.

## Geschichte
SSN-757 wurde 1984 in Auftrag gegeben und im Sommer 1987 bei Electric Boat auf Kiel gelegt. Der Stapellauf erfolgte drei Jahre später, die offizielle Indienststellung dann im Juni 1991.
2004 operierte das U-Boot auf einer Fahrt in vier Ozeanen, nämlich dem Atlantik, Pazifik, Indik und dem Arktischen Ozean, wo das Boot unter dem Polareis den Transit zwischen Pazifik und Atlantik durchführte. Außerdem durchfuhr es Mittel- und Rotes Meer. Unter anderem nahm die Alexandria mit der Gary und der Cowpens an einer Übung mit der indischen Marine teil. 2006 war sie zusammen mit Leyte Gulf, McFaul und Nicholas als Geleitschutz für die Enterprise eingeteilt und schützte diese während Fahrten im Rahmen der Operationen Iraqi Freedom und Enduring Freedom sowie bei der Sicherung der Seewege. Hierfür wurde der Crew die Meritorious Unit Commendation verliehen.

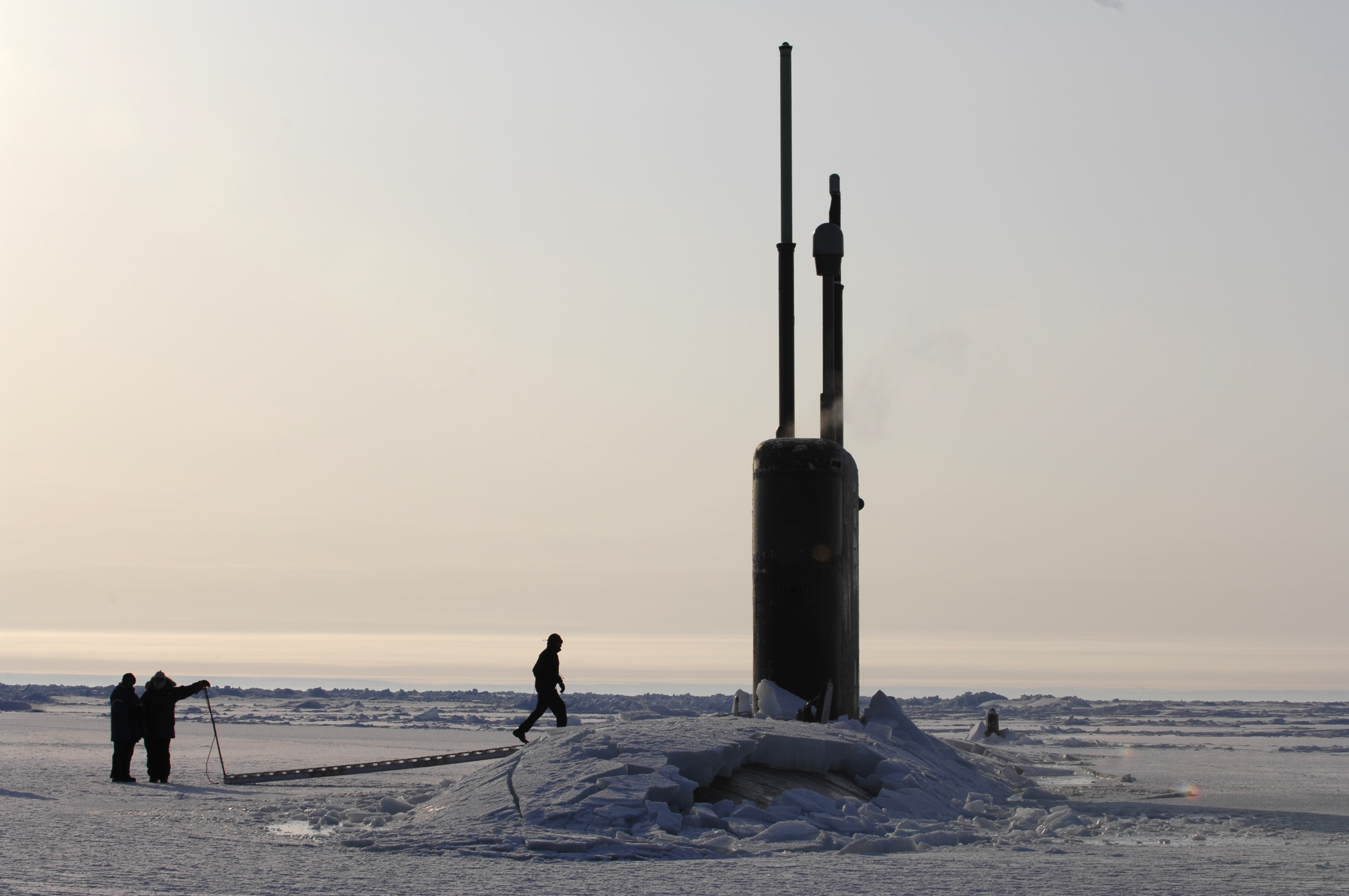
Die Alexandria während der Übung

Anfang 2007 war das U-Boot an einer Übung mit Kräften der Royal Navy beteiligt, die in der Arktis stattfand. Während dieser fand auf dem britischen Atom-U-Boot Tireless, mit dem die Alexandria operierte, eine Explosion statt, die zwei Matrosen das Leben kostete. Außerdem wurden 2007 in der Arktis Filmaufnahmen der Alexandria für den Film Stargate: Continuum angefertigt. Im Anschluss fand eine Überholung in der Werft von EB statt. 2008 wurde das U-Boot Richtung Mittelmeer und weiter in den Indischen Ozean verlegt.